# 민희 (1993년)
민희(본명: 주민희, 1993년 1월 3일~)는 대한민국의 가수로, 걸 그룹 스텔라의 멤버이다. 2012년 스텔라에 새로 합류해 2012년 2월 8일 두 번째 디지털 싱글 앨범 〈UFO〉로 데뷔했다.

## 학력
- 한양대학교 무용학과

## 출연 작품

### 예능 프로그램
- 2015년 6월 19일 -MBC every1 《비밀병기 그녀》[2]

### 드라마
- 2017년 네이버TV 《손의 흔적》 - 상상속 컴패니언걸 역